# Monroe (Oklahoma)
Monroe est une census-designated place du comté de Le Flore, dans l'État d'Oklahoma, aux États-Unis. En 2020, elle compte une population de 164 habitants.